# プログレスM-05M
プログレスM-05Mはロシア連邦宇宙局が国際宇宙ステーション(ISS)の補給のために2010年4月に打ち上げたプログレス補給船。NASAではProgress 37Pなどと称される。補給船にはISSクルー用の新しい食料や物資が積まれていた。プログレスM-05Mは菓子類、本、映像類など特別なクルー用の慰安物資を積んでいた。

## 打ち上げ
プロブレスM-05Mは2010年3月19日に列車でバイコヌール宇宙基地に運ばれた。輸送後、すぐに電子部品とクルスドッキングシステムの初期点検が始められ、3月29日に完了した。続けて行われた試験は4月1日から3日にかけて音響室を利用して行われた。その後、真空チャンバーで漏出検査が行われた。4月19日にミッションのための燃料注入が行われ、同月21日に打ち上げアダプタに接続された。その後4月22日、ペイロードフェアリングへの封入前の最終検査が行われた。その後4月24日にロケットに搭載するためMIK(組み立て・格納施設)に運ばれた。4月26日に打ち上げ台まで運ばれた。
打ち上げは、2010年4月28日17時15分(UTC)にバイコヌール宇宙基地1/5からソユーズ-Uロケットで行われた。

## ドッキング

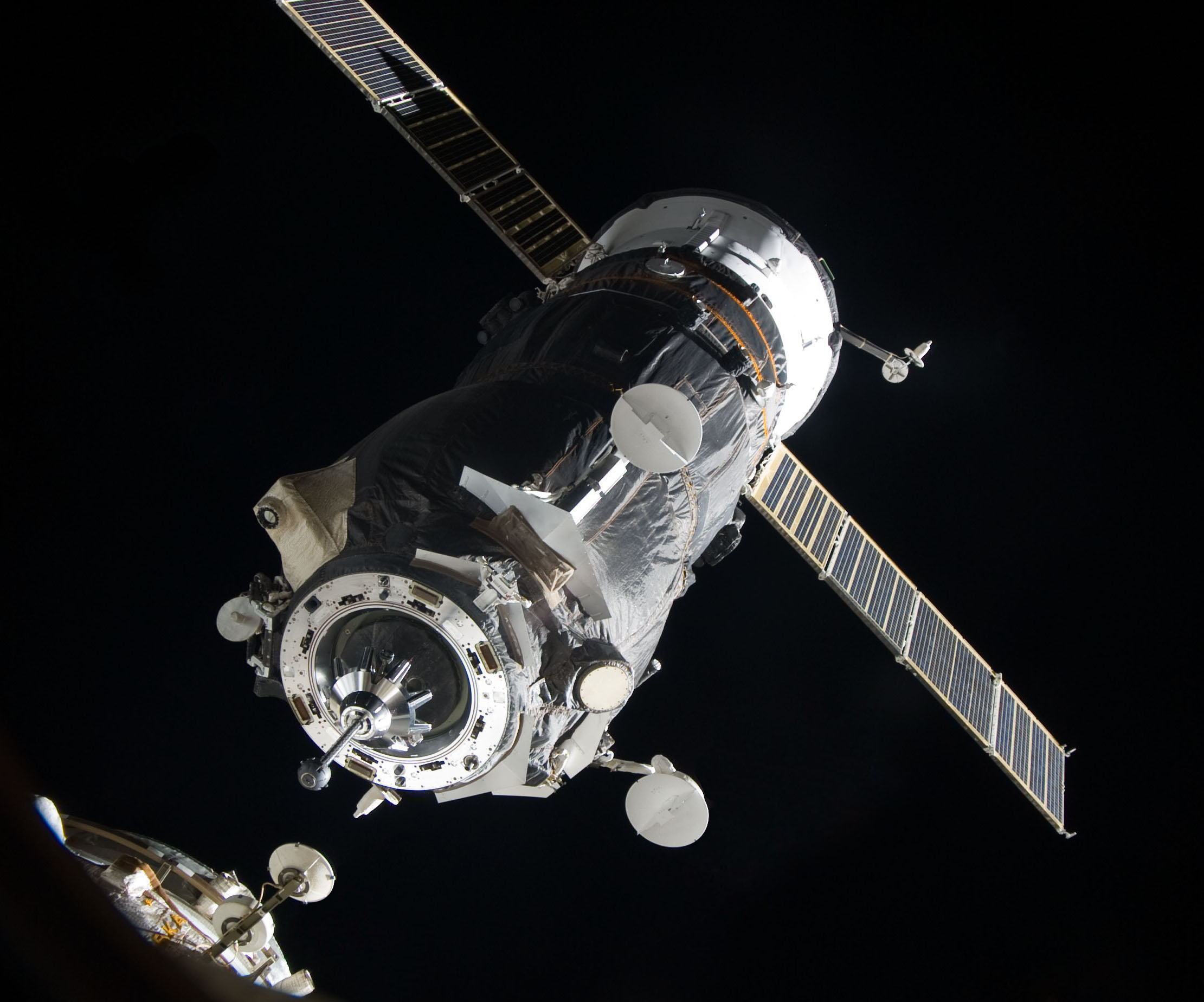
ISSにドッキングのため近接するM-05M

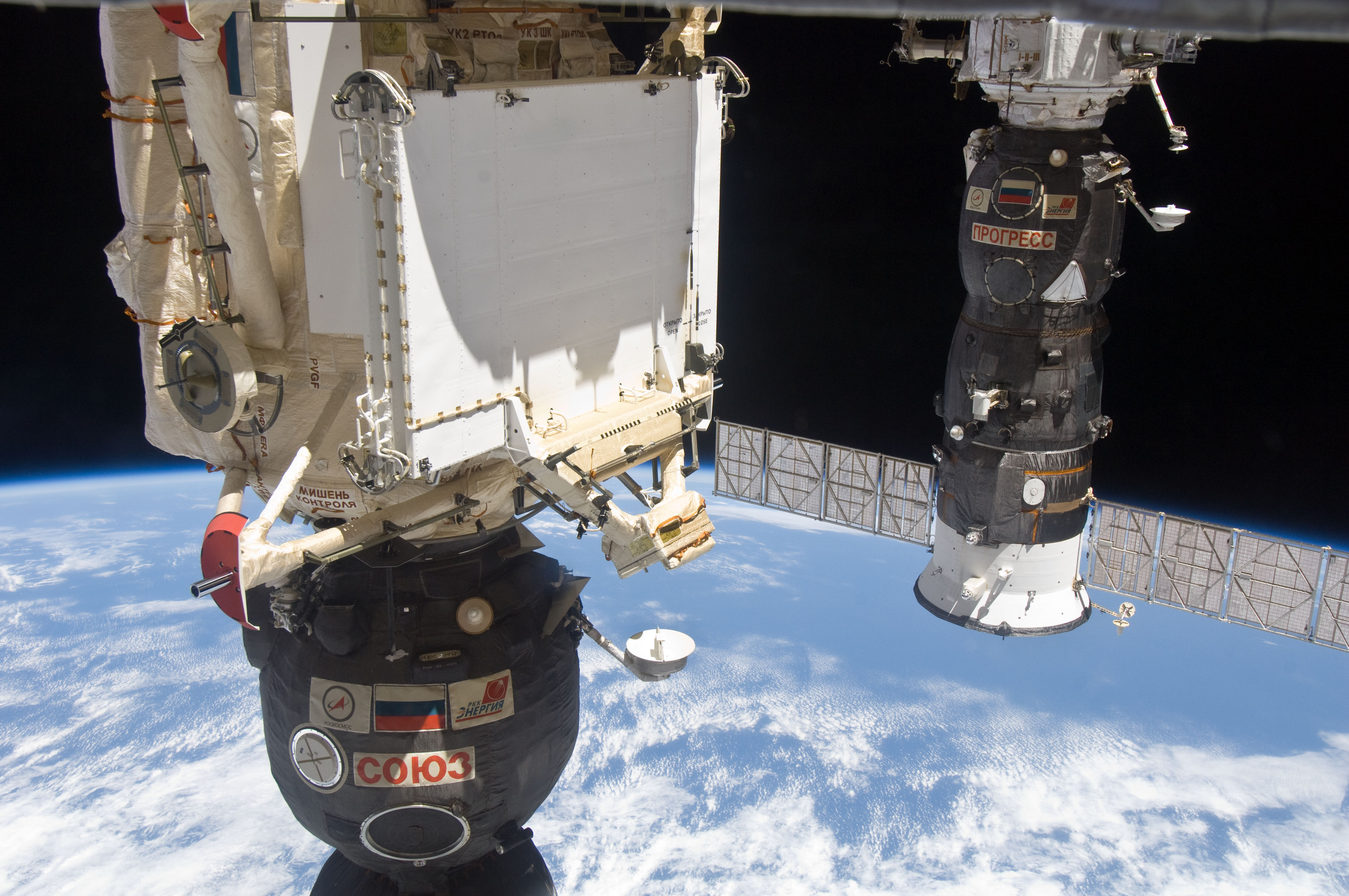
ピアースにドッキングしたM-05M (後方)

3日間の飛行のあと、5月1日18時30分(UTC)にM-05MはISSのピアースとドッキングした。ランデブー操作の途中、ステーションから数キロメートルまで近づいた際、クルスドッキングシステムが正常に作動せず、オレッグ・コトフが手動でのランデブーとドッキングのためバックアップ用のTORUドッキングシステムを利用しており、これはプログレス補給船の手動制御での飛行の最長記録となっている。
なお、M-05Mの計画にあわせて、2010年4月22日にピアースのドッキングポートからプログレスM-03Mが離脱している。

## ドッキング解除
M-05Mのドッキング解除に向け第25次長期滞在のフライトエンジニアフョードル・ユールチキンが10月22日にステーションとプログレスの間のハッチを閉め、漏出検査を行い、分離の準備を完了させた。
M-05Mは2010年10月25日までドッキングを継続した。10月25日14時25分(UTC)にピアースからドッキングを解除し離脱した。
ドッキング解除により、同年10月27日にバイコヌールから打ち上げられるプロブレスM-08Mにドッキングポートが空けられ、10月30日にM-08Mがピアースにドッキングしている。

## 軌道離脱
M-05Mはドッキング解除後、より低い起動に移動され、ステーションから安全な距離で3週間軌道を周回した。この自動飛行でM-05Mの崩壊までの間ロシアの科学者は地球物理学的実験を行うことができた。
2010年11月15日、プログレスM-05Mは軌道を離脱し南太平洋のニュージーランドから千kmほど東に落下した。M-05Mのエンジンはオンボードコンピューターで作動し、8時50分(UTC)から逆噴射が行われ、メインエンジンが186.2秒作動し、89.7メートル毎秒のブレーキ噴射が行われた。再突入時の燃え残りは、9時35分(UTC)ごろ南緯47度57分、西経220度44分の位置に落ちたとされる。

## 註
1. ↑  Justin Ray (2010年4月28日). “Latest cargo ship heads for International Space Station”.   Spaceflightnow.com. 2010年5月2日時点のオリジナルよりアーカイブ。2010年4月29日閲覧。
2. ↑  NASA (2010年4月28日). “ISS Progress 37 Launches to Space Station”. 2010年4月30日閲覧。
3. ↑  Tariq Malik (2010年4月28日). “Robotic Russian Cargo Ship Launches Toward Space Station”.   SPACE.com. 2010年4月29日閲覧。
4. ↑  “Progress M-05M Cargo Supply Vehicle Arrives at Baikonur”.   Roskosmos (2010年3月20日). 2010年4月26日閲覧。
5. ↑  “Progress M-05M Undergoes Electrical Tests”.   Roskosmos (2010年3月24日). 2010年4月26日閲覧。
6. ↑  “Progress M-05M: Autonomous Tests Completed”.   Roskosmos (2010年3月24日). 2010年4月26日閲覧。
7. ↑  “Progress M-05M Accommodated in the Acoustic Chamber”.   Roskosmos (2010年4月1日). 2010年4月26日閲覧。
8. 1 2  “Cargo Supply Vehicle Progress M-05M to Undergo Leak Tests”.   Roskosmos (2010年4月3日). 2010年4月26日閲覧。
9. ↑  “Progress M-05M Tanking is Performed at Baikonur”.   Roskosmos (2010年4月19日). 2010年4月26日閲覧。
10. ↑  “Progress M-05M Upper Composite Assembled at Baikonur”.   Roskosmos (2010年4月21日). 2010年4月26日閲覧。
11. ↑  “Baikonur: Progress M-05M Upper Composite Integration is Almost Completed”.   Roskosmos (2010年4月22日). 2010年4月26日閲覧。
12. ↑  “Baikonur: Soyuz-U/Progress M-05M Launch Campaign Continues”.   Roskosmos (2010年4月25日). 2010年4月26日閲覧。
13. ↑  “Baikonur’s Pad 1 Prepared for the Progress Launch”.   Roskosmos (2010年4月18日). 2010年4月26日閲覧。
14. ↑  “MCC is Ready to Control Progress M-05M Mission”.   Roskosmos (2010年4月21日). 2010年4月26日閲覧。
15. ↑  “Russian Progress freighter docks manually with ISS”.   RIA Novosti (2010年5月2日). 2010年5月2日閲覧。
16. ↑  “ISS On-Orbit Status”.   NASA (2010年5月1日). 2010年5月1日閲覧。
17. ↑  Ray, Justin (2010年5月1日). “Cosmonaut takes control of resupply ship's docking”.   Spaceflight Now. 2010年5月1日閲覧。
18. ↑  Tariq Malik (2010年5月1日). “Russian Cargo Ship Docks at Space Station Despite Malfunction”.   SPACE.com. 2010年5月1日閲覧。
19. ↑  “ISS On-Orbit Status”.   NASA (2010年4月22日). 2010年4月26日閲覧。
20. ↑  “ISS On-Orbit Status”.   NASA (2010年10月22日). 2010年10月23日閲覧。
21. ↑  Russian Federal Space Agency (2010年10月25日). “Progress M-05M Autonomous Mission”. 2010年10月26日閲覧。
22. ↑  ITAR-TASS (2010年11月15日). “Progress transport ship disposed of in Pacific”. 2010年11月17日閲覧。
23. ↑  Russian Federal Space Agency (2010年11月15日). “Progress M-05M Deorbited”. 2010年11月17日閲覧。